# János Bognár
János Bognár (* 24. April 1914 in Budapest; † 8. März 2004 in San Diego) war ein ungarischer Radrennfahrer und nationaler Meister im Radsport.

## Sportliche Laufbahn
Bognár war Teilnehmer der Olympischen Sommerspiele 1936 in Berlin. Beim Sieg von Robert Charpentier im olympischen Straßenrennen belegte er den 16. Platz. Die ungarische Mannschaft kam nicht in die Mannschaftswertung.
Durch einen Massensturz kurz vor dem Ziel war eine reguläre Ermittlung der Plätze in der Mannschaftswertung nicht möglich, so dass nicht alle Fahrer gewertet wurden und Ungarn aus der Wertung fiel.
1935 gewann er die nationale Meisterschaft im Straßenrennen.